# Liste des chansons enregistrées par Barbara
 (août 2024).
La mise en forme du texte ne suit pas les recommandations de Wikipédia : il faut le « wikifier ».
Les points d'amélioration suivants sont les cas les plus fréquents. Le détail des points à revoir est peut-être précisé sur la page de discussion.
- Les titres sont pré-formatés par le logiciel. Ils ne sont ni en capitales, ni en gras.
- Le texte ne doit pas être écrit en capitales (les noms de famille non plus), ni en gras, ni en italique, ni en « petit »…
- Le gras n'est utilisé que pour surligner le titre de l'article dans l'introduction, une seule fois.
- L'italique est rarement utilisé : mots en langue étrangère, titres d'œuvres, noms de bateaux, etc.
- Les citations ne sont pas en italique mais en corps de texte normal. Elles sont entourées par des guillemets français : « et ».
- Les listes à puces sont à éviter, des paragraphes rédigés étant largement préférés. Les tableaux sont à réserver à la présentation de données structurées (résultats, etc.).
- Les appels de note de bas de page (petits chiffres en exposant, introduits par l'outil «  Source ») sont à placer entre la fin de phrase et le point final[comme ça].
- Les liens internes (vers d'autres articles de Wikipédia) sont à choisir avec parcimonie. Créez des liens vers des articles approfondissant le sujet. Les termes génériques sans rapport avec le sujet sont à éviter, ainsi que les répétitions de liens vers un même terme.
- Les liens externes sont à placer uniquement dans une section « Liens externes », à la fin de l'article. Ces liens sont à choisir avec parcimonie suivant les règles définies. Si un lien sert de source à l'article, son insertion dans le texte est à faire par les notes de bas de page.
- La présentation des références doit suivre les conventions bibliographiques. Il est recommandé d'utiliser les modèles {{Ouvrage}}, {{Chapitre}}, {{Article}}, {{Lien web}} et/ou {{Bibliographie}}. Le mode d'édition visuel peut mettre en forme automatiquement les références.
- Insérer une infobox (cadre d'informations à droite) n'est pas obligatoire pour parachever la mise en page.

Pour une aide détaillée, merci de consulter Aide:Wikification.
Si vous pensez que ces points ont été résolus, vous pouvez retirer ce bandeau et améliorer la mise en forme d'un autre article.
Cet article recense, en respectant la chronologie, les chansons enregistrées par Barbara, ayant fait l'objet d'une diffusion sur disque.

## Titres enregistrés
- Textes et musiques, sauf indications contraires, sont de Barbara.

### Les années 1950 - 1960
| Titre | Musique | Paroles | Durée | Date | Support                                                     | Remarque |
| --- | --- | --- | ----- | ---- | ----------------------------------------------------------- | --- |
| Mon pote le Gitan | Jacques Verrières | Marc Heyral | 2:50  | 1957 | 45 tours Decca                                              | Cet enregistrement existe aussi en 78 tours Decca 22.405 |
| L'Œillet blanc | Brigitte Sabouraud | Brigitte Sabouraud | 3:03  | 1957 | 45 tours Decca                                              | Cet enregistrement existe aussi en 78 tours Decca 22.405 |
| L'Homme en habit | Domenico Modugno | Pierre Delanoé | 3:34  | 1958 | super 45 tours Pathé Marconi EGF 339 La chanteuse de minuit | |
| J'ai troqué (1re version) | Barbara, Hector Rawson | | 2:19  | 1958 | super 45 tours EGF 339 La chanteuse de minuit               | Barbara réenregistre ce titre en 1965 (voir l'album Le Mal de vivre) |
| La Joconde | Paul Braffort | Paul Braffort | 2:10  | 1958 | super 45 tours EGF 339 La chanteuse de minuit               | |
| J'ai tué l'amour | | | 3:17  | 1958 | super 45 tours EGF 339 La chanteuse de minuit               | |
| Les Amis de Monsieur | Harry Fragson | Harry Fragson | 2:04  | 1958 | super 45 tours Pathé Marconi EGF371                         | |
| Maîtresse d’acteur | Léon Xanrof | Léon Xanrof | 1:27  | 1958 | super 45 tour Pathé Marconi EGF371                          | |
| Veuve de guerre | Marcel Cuvellier | Marcel Cuvellier | 1:40  | 1958 | super 45 tours Pathé Marconi EGF371                         | |
| D'elle à lui | Paul Marinier | Paul Marinier | 2:25  | 1958 | super 45 tours Pathé Marconi EGF371                         | |
| Les Boutons dorés | Jacques Datin | Maurice Vidalin | 2:57  | 1959 | super 45 tours Pathé Marconi EGF424                         | |
| Les Voyages | Raymond Lévesque | Raymond Lévesque | 2:47  | 1959 | super 45 tours EGF424                                       | |
| La Belle Amour | | Jean Poissonnier | 2:29  | 1959 | super 45 tours EGF424                                       | |
| Souris pas Tony | Christiane Verger | Jeannette Picot | 3:50  | 1959 | super 45 tours EGF424                                       | |
| La Femme d'Hector | Georges Brassens | Georges Brassens |       | 1959 | 33 tours 25cm Pathé Marconi Barbara à L'Écluse              | Considéré comme le premier enregistrement public de Barbara, il s'agit en fait d'un disque de studio dans lequel Barbara présente les chansons et où des applaudissements ont été ajoutés entre les pistes, artifices supprimés lors des rééditions en CD. |
| Souvenance | André Schlesser | André Schlesser |       | 1959 | Barbara à L'Écluse                                          | |
| Il nous faut regarder | Jacques Brel | Jacques Brel |       | 1959 | Barbara à L'Écluse                                          | |
| Un monsieur me suit dans la rue | Jacques Besse | Jean-Paul Le Chanois |       | 1959 | Barbara à L'Écluse                                          | |
| Les Amis de Monsieur | Harry Fragson | Harry Fragson |       | 1959 | Barbara à L'Écluse                                          | |
| Tais-toi Marseille | Maurice Vidalin | Jacques Datin |       | 1959 | Barbara à L'Écluse                                          | |
| La Belle Amour | | Jean Poissonnier |       | 1959 | Barbara à L'Écluse                                          | |
| La Joconde | Paul Braffort | Paul Braffort |       | 1959 | Barbara à L'Écluse                                          | |
| Les Sirènes | Brigitte Sabouraud | Brigitte Sabouraud |       | 1959 | Barbara à L'Écluse                                          | |
| La Marche nuptiale | Georges Brassens | Georges Brassens |       | 1960 | 33 tours Odeon Barbara chante Brassens                      | |
| La Petite Fille et le Père Noël | Georges Brassens | Georges Brassens |       | 1960 | Barbara chante Brassens                                     | Barbara inverse les termes du titre original de Georges Brassens Le Père Noël et la Petite Fille |
| Pauvre Martin | Georges Brassens | Georges Brassens |       | 1960 | Barbara chante Brassens                                     | |
| La Légende de la nonne | Georges Brassens | poème de Victor Hugo |       | 1960 | Barbara chante Brassens                                     | |
| Oncle Archibald | Georges Brassens | Georges Brassens |       | 1960 | Barbara chante Brassens                                     | |
| Pénélope | Georges Brassens | Georges Brassens |       | 1960 | Barbara chante Brassens                                     | |
| Il n'y a pas d'amour heureux | Georges Brassens | poème de Louis Aragon |       | 1960 | Barbara chante Brassens                                     | |
| La Femme d'Hector | Georges Brassens | Georges Brassens |       | 1960 | Barbara chante Brassens                                     | |
| Les Flamandes | Jacques Brel | Jacques Brel |       | 1961 | 33 tours Odeon Barbara chante Jacques Brel                  | |
| Je ne sais pas | Jacques Brel | Jacques Brel |       | 1961 | Barbara chante Jacques Brel                                 | |
| Voici | Jacques Brel | Jacques Brel |       | 1961 | Barbara chante Jacques Brel                                 | |
| Seul | Jacques Brel | Jacques Brel |       | 1961 | Barbara chante Jacques Brel                                 | |
| Sur la place | Jacques Brel | Jacques Brel |       | 1961 | Barbara chante Jacques Brel                                 | |
| Ne me quitte pas | Jacques Brel, Gérard Jouannest | Jacques Brel |       | 1961 | Barbara chante Jacques Brel                                 | |
| Il nous faut regarder | Jacques Brel | Jacques Brel |       | 1961 | Barbara chante Jacques Brel                                 | |
| Le Fou du roi | Jacques Brel | Jacques Brel |       | 1961 | Barbara chante Jacques Brel                                 | |
| Litanies pour un retour | Jacques Brel | Jacques Brel |       | 1961 | Barbara chante Jacques Brel                                 | |
| De Shanghai à Bangkok (1re version) | | | 2:57  | 1961 | super 45 tours Odeon MOE 2306                               | |
| Vous entendrez parler de lui (1re version) | Georges Moustaki | Georges Moustaki | 2:08  | 1961 | super 45 tours Odeon MOE 2306                               | |
| Liberté | Charles Aznavour | Charles Aznavour | 2:35  | 1961 | super 45 tours Odeon MOE 2306                               | |
| Chapeau bas (1re version) | | | 2:30  | 1961 | super 45 tours Odeon MOE 2306                               | |
| Le Temps du lilas | | | 2:27  | 1962 | super 45 tours Odeon MOE 2324M                              | |
| Le Verger en Lorraine (1re version) | | Jean Poissonnier | 2:03  | 1962 | super 45 tours Odeon MOE 2324M                              | |
| Tu ne te souviendras pas (1re version) | | | 2:24  | 1962 | super 45 tours Odeon MOE 2324M                              | |
| Dis, quand reviendras-tu ? (1re version) | | | 2:53  | 1962 | super 45 tours Odeon MOE 2324M                              | |
| Nantes (1re version) | | | 4:09  | 1963 | super 45 tours CBS 5645                                     | |
| J'entends sonner les clairons | | | 1:59  | 1963 | super 45 tours CBS 5645                                     | |
| Dis, quand reviendras-tu ? (2e version) | | | 3:08  | 1963 | super 45 tours CBS 5645                                     | |
| Le Temps du lilas | | | 2:38  | 1963 | super 45 tours CBS 5645                                     | |
| Attendez que ma joie revienne | | | 2:46  | 1963 | super 45 tours CBS 5981                                     | |
| Tu ne te souviendras pas (2e version) | | | 2:53  | 1963 | super 45 tours CBS 5981                                     | |
| Ce matin-là (1re version) | | | 2:34  | 1963 | super 45 tours CBS 5981                                     | |
| Le verger en Lorraine (2e version) | | Jean Poissonnier | 2:07  | 1963 | super 45 tours CBS 5981                                     | |
| Presque vingt ans | ? | ? | 3:38  | 1963 | intégrale CD 1992                                           | chanson restée inédite à l'époque |
| Attendons que ma joie revienne | | | 2:36  | 1963 | intégrale CD 1992                                           | version inédite / On remarquera cette variation dans le titre "Attendons" et non "Attendez", le texte varie quelque peu également |
| Ni belle, ni bonne (La Mante religieuse) (1re version) | Liliane Benelli, Barbara | Liliane Benelli, Barbara | 3:16  | 1963 | intégrale CD 1992                                           | version inédite Barbara réenregistre ce titre en 1964, avec de nombreuses variations (titre, rythme, texte) |
| Ce matin-là (2e version) | | | 2:13  | 1963 | intégrale CD 1992                                           | version inédite |
| Dis, quand reviendras-tu ? | | |       | 1964 | 33 tours CBS Dis, quand reviendras-tu ?                     | |
| J'entends sonner les clairons | | |       | 1964 | Dis, quand reviendras-tu ?                                  | |
| Tu ne te souviendras pas | | |       | 1964 | Dis, quand reviendras-tu ?                                  | |
| Le Verger en Lorraine | | |       | 1964 | Dis, quand reviendras-tu ?                                  | |
| Ce matin-là (3e version) | | | 2:13  | 1964 | Dis, quand reviendras-tu ?                                  | |
| Chapeau bas (2e version) | | |       | 1964 | Dis, quand reviendras-tu ?                                  | |
| Le Temps du lilas | | |       | 1964 | Dis, quand reviendras-tu ?                                  | |
| Attendez que ma joie revienne | | |       | 1964 | Dis, quand reviendras-tu ?                                  | |
| Vous entendrez parler de lui (2e version) | | |       | 1964 | Dis, quand reviendras-tu ?                                  | |
| De Shanghai à Bangkok (2e version) | | |       | 1964 | Dis, quand reviendras-tu ?                                  | |
| Nantes | | |       | 1964 | Dis, quand reviendras-tu ?                                  | |
| À mourir pour mourir | | | 2:45  | 1964 | 33 tours Philips Barbara chante Barbara                     | |
| Pierre | | | 3:00  | 1964 | Barbara chante Barbara                                      | |
| Le Bel Âge | | | 2:24  | 1964 | Barbara chante Barbara                                      | |
| Au bois de Saint-Amand | | | 1:31  | 1964 | Barbara chante Barbara                                      | |
| Je ne sais pas dire | | | 3:07  | 1964 | Barbara chante Barbara                                      | |
| Gare de Lyon | | | 2:00  | 1964 | Barbara chante Barbara                                      | |
| Nantes (2e version) | | | 4:06  | 1964 | Barbara chante Barbara                                      | |
| Chapeau bas | | | 2:03  | 1964 | Barbara chante Barbara                                      | |
| Paris 15 août | | | 2:20  | 1964 | Barbara chante Barbara                                      | |
| Bref | | | 2:25  | 1964 | Barbara chante Barbara                                      | |
| Sans bagages | Sophie Makhno, Barbara | Sophie Makhno, Barbara | 2:36  | 1964 | Barbara chante Barbara                                      | |
| Ni belle, ni bonne (2e version) | Liliane Benelli, Barbara | Liliane Benelli, Barbara | 3:00  | 1964 | Barbara chante Barbara                                      | |
| Le Mal de vivre | | | 3:52  | 1965 | 33 tours Philips Le Mal de vivre                            | |
| Si la photo est bonne | | | 2:48  | 1965 | Le Mal de vivre                                             | |
| Septembre (quel joli temps) | Sophie Makhno, Barbara | Sophie Makhno, Barbara | 3:41  | 1965 | Le Mal de vivre                                             | |
| J'ai troqué (2e version) | Barbara, Hector Rawson | | 2:08  | 1965 | Le Mal de vivre                                             | pour rappel, la première version est enregistrée en 1958 (voir super 45 tours La chanteuse de minuit) |
| Tous les passants | Sophie Makhno, Barbara | Sophie Makhno, Barbara | 1:49  | 1965 | Le Mal de vivre                                             | |
| Göttingen | | | 2:40  | 1965 | Le Mal de vivre                                             | |
| Toi l'homme | Sophie Makhno, Barbara | Sophie Makhno, Barbara | 3:16  | 1965 | Le Mal de vivre                                             | |
| Une petite cantate | | | 1:55  | 1965 | Le Mal de vivre                                             | |
| La Solitude (1re version) | | | 3:13  | 1965 | Le Mal de vivre                                             | Barbara réenregistre ce titre en 1972 sur l'album La Fleur d'amour |
| Les Mignons | Sophie Makhno, Barbara | Sophie Makhno, Barbara | 2:33  | 1965 | Le Mal de vivre                                             | |
| Toi | | | 1:40  | 1965 | Le Mal de vivre                                             | |
| Göttingen (version allemande) | | Walter Brandin (adaptation) | 2:39  | 1967 | 33 tours Philips Barbara singt Barbara                      | |
| Paris im August (Paris 15 août) | | Walter Brandin (adaptation) | 2:54  | 1967 | Barbara singt Barbara                                       | |
| Eine winzige Kantate (Une petite cantate) | | Walter Brandin (adaptation) | 2:16  | 1967 | Barbara singt Barbara                                       | |
| Sag, wann bist du bei mir ? (Dis, quand reviendras-tu ?) | | Walter Brandin (adaptation) | 3:26  | 1967 | Barbara singt Barbara                                       | |
| Nantes (version allemande) | | Walter Brandin (adaptation) | 4:32  | 1967 | Barbara singt Barbara                                       | |
| Pierre (version allemande) | | Walter Brandin (adaptation) | 3:58  | 1967 | Barbara singt Barbara                                       | |
| Wenn schon sterben, dann schon sterben (À mourir pour mourir) | | Walter Brandin (adaptation) | 2:50  | 1967 | Barbara singt Barbara                                       | |
| Die Einsamkeit (La Solitude) | | Walter Brandin (adaptation) | 2:58  | 1967 | Barbara singt Barbara                                       | |
| Mein Kompliment (Chapeau bas) | | Walter Brandin (adaptation) | 2:54  | 1967 | Barbara singt Barbara                                       | |
| “Ich liebe dich”, kann ich nicht sagen (Je ne sais pas dire “je t’aime”) | | Walter Brandin (adaptation) | 3:46  | 1967 | Barbara singt Barbara                                       | |
| Ma plus belle histoire d'amour | | | 5:10  | 1967 | 33 tours Philips Bobino 1967                                | première captation du titre, créé par Barbara (sur une orchestration différente), lors de son tour de chant à Bobino |
| Parce que je t'aime | | | 3:56  | 1967 | 33 tours Philips Ma plus belle histoire d'amour             | |
| Y'aura du monde | | | 3:27  | 1967 | Ma plus belle histoire d'amour                              | |
| La Dame brune (en duo avec Georges Moustaki) | Georges Moustaki | Georges Moustaki, Barbara | 3:57  | 1967 | Ma plus belle histoire d'amour                              | |
| Au cœur de la nuit | | | 3:55  | 1967 | Ma plus belle histoire d'amour                              | |
| Ma plus belle histoire d'amour | | | 4:49  | 1967 | Ma plus belle histoire d'amour                              | |
| Marie Chenevance | | Jean-Loup Dabadie | 3:18  | 1967 | Ma plus belle histoire d'amour                              | |
| À chaque fois | | | 1:35  | 1967 | Ma plus belle histoire d'amour                              | |
| Madame | | | 3:07  | 1967 | Ma plus belle histoire d'amour                              | |
| Les Rapaces (1re version) | | | 2:58  | 1967 | Ma plus belle histoire d'amour                              | Barbara réenregistre ce titre en 1972 sur l'album La Fleur d'amour |
| Elle vendait des p'tits gâteaux | Vincent Scotto | Vincent Scotto, Jean Bertet | 1:59  | 1968 | super 45 tours Philips 437412                               | |
| La Chanson de Margaret | V. Marceau | Pierre Mac Orlan | 3:13  | 1968 | super 45 tours Philips 437412                               | |
| La Vie d'artiste | Léo Ferré | Léo Ferré, Francis Claude | 1:51  | 1968 | super 45 tours Philips 437412                               | |
| Les Amis de monsieur | Harry Fragson, Lucien Delormel | Eugène Héros, Cellarius | 1:48  | 1968 | super 45 tours Philips 437412                               | |
| Le Soleil noir | | | 3:59  | 1968 | 33 tours Philips Le Soleil noir                             | |
| Plus rien | Michel Colombier | | 1:37  | 1968 | Le Soleil noir                                              | |
| Gueule de nuit | | | 3:55  | 1968 | Le Soleil noir                                              | |
| Le Sommeil | | | 3:03  | 1968 | Le Soleil noir                                              | |
| Tu sais | | | 1:52  | 1968 | Le Soleil noir                                              | |
| Le Testament | | | 2:31  | 1968 | Le Soleil noir                                              | |
| Mes hommes | | | 4:05  | 1968 | Le Soleil noir                                              | |
| Mon enfance | | | 2:55  | 1968 | Le Soleil noir                                              | |
| Du bout des lèvres | | | 2:12  | 1968 | Le Soleil noir                                              | |
| L'Amoureuse | | | 4:29  | 1968 | Le Soleil noir                                              | |
| Joyeux Noël | | | 3:19  | 1968 | Le Soleil noir                                              | |
| La Complainte des filles de joie | Georges Brassens | Georges Brassens | 2:35  | 1969 | double album Philips Une soirée avec Barbara                | |
| Mon grand frisé | ? | ? | 2:12  | 1969 | Une soirée avec Barbara                                     | |
| Ce jour-là | Christiane Verger | Claude Delécluse |       | 1969 | En liberté sur Europe 1                                     | treizième (et dernier), disque du coffret de l'intégrale CD de 1992 |
| Quand tu dors | Christiane Verger | Jacques Prévert |       | 1969 | En liberté sur Europe 1                                     | |
| Monsieur William | Léo Ferré | Jean-Roger Caussimon |       | 1969 | En liberté sur Europe 1                                     | |
| À l'enseigne de la fille sans cœur | Jean Villard | Jean Villard |       | 1969 | En liberté sur Europe 1                                     | |
| En relisant ta lettre | Serge Gainsbourg | Serge Gainsbourg |       | 1969 | En liberté sur Europe 1                                     | |
| Ah oui | Henri Christiné - Paul Marinier | Henri Christiné - Paul Marinier |       | 1969 | En liberté sur Europe 1                                     | |
| La Petite Boutique | Octave Hodeige | Roméo Carles |       | 1969 | En liberté sur Europe 1                                     | |
| La rue s'allume | Louis Ducreux | André Popp |       | 1969 | En liberté sur Europe 1                                     | |
| Medley : On me suit / C'est un mauvais garçon / Sur les quais du vieux Paris / Ah ce qu'on s'aimait / Une belote / Le doux caboulot / Près du vieux moulin / En douce / C'est mon gigolo / C'est un homme terrible | Léo Lelièvre Fils - Pierre Chagnon / Georges van Parys / Ralph Erwin / Paul Marinier / Charles Alexis Carpentier - Maurice Yvain / Jacques Larmanjat / Henri Martinet / Maurice Yvain / Leonello Casucci / Jean-Pierre Moulin | François Pruvost / Jean Boyer / Louis Poterat / Lucien Boyer / Albert Willemetz / Francis Carco / F. Meric - M. Marrou / Albert Willemetz - Jacques Charles / Julius Brammer / Jean-Pierre Moulin |       | 1969 | En liberté sur Europe 1                                     | |
| Les Dames de la poste | Francis Blanche, Alec Siniavine | Francis Blanche, Alec Siniavine |       | 1969 | En liberté sur Europe 1                                     | |
| Actualités | Stéphane Golmann | Albert Vidalie |       | 1969 | En liberté sur Europe 1                                     | |
| Trousse-chemise | Jacques Mareuil | Charles Aznavour |       | 1969 | En liberté sur Europe 1                                     | |
| À Saint-Lazare | Aristide Bruant | Aristide Bruant |       | 1969 | En liberté sur Europe 1                                     | |
| Valse grise | Maurice Jaubert | Léon Agel / Michel Bréga |       | 1969 | En liberté sur Europe 1                                     | |
| Un monsieur me suit dans la rue | Jacques Besse | Jean-Paul Le Chanois |       | 1969 | En liberté sur Europe 1                                     | |
| La Pavane des patronages | Charles Trenet | Charles Trenet |       | 1969 | En liberté sur Europe 1                                     | |
| Barbarie | Léo Ferré | Léo Ferré |       | 1969 | En liberté sur Europe 1                                     | |
| Ma mie | Henri Herpin | Jamblan |       | 1969 | En liberté sur Europe 1                                     | |
| Pauvre Martin | Georges Brassens | Georges Brassens |       | 1969 | En liberté sur Europe 1                                     | |
| Les Deux Ménétriers | Lucien Durand | Jean Richepin |       | 1969 | En liberté sur Europe 1                                     | |

### Les années 1970
- Textes et musiques, sauf indications contraires, sont de Barbara.

| Titre                                               | Musique                               | Paroles              | Durée | Date | Support                                                                | Remarque |
| --------------------------------------------------- | ------------------------------------- | -------------------- | ----- | ---- | ---------------------------------------------------------------------- | --- |
| Moi je me balance                                   | Georges Moustaki                      | Georges Moustaki     | 2:39  | 1970 | 45 tours Philips 336279                                                | BOF La Fiancée du pirate |
| De jolies putes                                     |                                       | Remo Forlani         | 2:20  | 1970 | 33 tours Philips Madame                                                | |
| Le quatre novembre                                  |                                       | Remo Forlani         | 2:43  | 1970 | Madame                                                                 | |
| Regardez le regard des hommes                       |                                       | Remo Forlani         | 2:54  | 1970 | Madame                                                                 | |
| Ils étaient cinq                                    |                                       | Remo Forlani         | 2:54  | 1970 | Madame                                                                 | |
| Je serai douce (1re version)                        |                                       | Remo Forlani         | 2:15  | 1970 | Madame                                                                 | |
| Le passant                                          |                                       | Remo Forlani         | 1:14  | 1970 | Madame                                                                 | |
| Amoureuse (1re version)                             |                                       | Remo Forlani         | 1:55  | 1970 | Madame                                                                 | |
| La nuit tu dors                                     |                                       | Remo Forlani         | 3:20  | 1970 | Madame                                                                 | |
| À peine                                             | Roland Romanelli                      |                      | 4:38  | 1970 | 33 tours Philips L'Aigle noir                                          | |
| Quand ceux qui vont                                 |                                       |                      | 3:43  | 1970 | L'Aigle noir                                                           | |
| Hop là                                              | Jean-Jacques Debout, Roland Romanelli |                      | 3:19  | 1970 | L'Aigle noir                                                           | |
| Je serai douce (2e version)                         |                                       | Remo Forlani         | 2:17  | 1970 | L'Aigle noir                                                           | |
| Amoureuse (2e version)                              |                                       | Remo Forlani         | 2:03  | 1970 | L'Aigle noir                                                           | |
| L'Aigle noir (dédié à Laurence)                     |                                       |                      | 4:55  | 1970 | L'Aigle noir                                                           | |
| Drouot                                              |                                       |                      | 3:20  | 1970 | L'Aigle noir                                                           | |
| La colère                                           |                                       |                      | 2:35  | 1970 | L'Aigle noir                                                           | |
| Au revoir                                           |                                       |                      | 3:02  | 1970 | L'Aigle noir                                                           | |
| Le zinzin                                           | Jean-Jacques Debout                   |                      | 2:15  | 1970 | L'Aigle noir                                                           | |
| La fleur, la source et l'amour                      | Barbara, Roland Romanelli             |                      | 4:40  | 1972 | 33 tours Philips La Fleur d'amour                                      | |
| L'indien                                            |                                       |                      | 3:54  | 1972 | La Fleur d'amour                                                       | |
| La saisonneraie                                     | Barbara, Frédéric Botton              |                      | 2:10  | 1972 | La Fleur d'amour                                                       | |
| Les rapaces (2e version)                            |                                       |                      | 2:49  | 1972 | La Fleur d'amour                                                       | pour rappel, voir 1967, album Ma plus belle histoire d'amour |
| La solitude (2e version)                            |                                       |                      | 2:36  | 1972 | La Fleur d'amour                                                       | pour rappel, voir 1964, album Le Mal de vivre |
| Vienne                                              | Barbara, Roland Romanelli             |                      | 4:06  | 1972 | La Fleur d'amour                                                       | |
| L'absinthe                                          | Barbara, Frédéric Botton              |                      | 3:47  | 1972 | La Fleur d'amour                                                       | |
| C'est trop tard                                     | Barbara, Jean-Jacques Debout          |                      | 3:15  | 1972 | La Fleur d'amour                                                       | |
| Églantine                                           |                                       |                      | 6:09  | 1972 | La Fleur d'amour                                                       | |
| L'ombre et la lumière (en duo avec Johnny Hallyday) | ?                                     | ?                    |       | 1972 | coffret CD Barbara une femme qui chante                                | chanson inédite interprétée à la télévision dans l'émission des Carpentier Top à Johnny, restée inédite au disque jusqu'en 2012 |
| La ligne droite (participation de Barbara)          |                                       | Georges Moustaki     | 2:41  | 1972 | album de Georges Moustaki Danse                                        | On ne peut pas parler d'un duo entre les deux artistes, Moustaki interprète la chanson, sur laquelle Barbara intervient à la toute fin en chantant le dernier vers Barbara enregistre sa propre version, la même année (voir plus bas, l'album Amours incestueuses) |
| Amours incestueuses                                 |                                       |                      | 4:25  | 1972 | Amours incestueuses                                                    | |
| Le bourreau                                         |                                       | Étienne Roda-Gil     | 3:53  | 1972 | Amours incestueuses                                                    | |
| Printemps                                           |                                       | poème de Paul Éluard | 2:14  | 1972 | Amours incestueuses                                                    | |
| Rémusat                                             |                                       |                      | 2:45  | 1972 | Amours incestueuses                                                    | |
| Colère                                              |                                       |                      | 1:37  | 1972 | Amours incestueuses                                                    | |
| Perlimpinpin                                        |                                       |                      | 3:56  | 1972 | Amours incestueuses                                                    | |
| Accident                                            | Barbara, Catherine Lara               |                      | 3:33  | 1972 | Amours incestueuses                                                    | |
| La ligne droite (participation de Georges Moustaki) | Georges Moustaki, Barbara             | Georges Moustaki     | 4:22  | 1972 | Amours incestueuses                                                    | la première partie est chantée par Georges Moustaki, elle reprend l'intégralité de la version donnée sur l'album Danse - voir plus haut - dans laquelle Barbara interprète le dernier vers ; la seconde partie est chantée par Barbara, le texte est légèrement différent du fait de sa féminisation                                                                                    |
| Clair de nuit                                       | Barbara, Catherine Lara               |                      | 4:19  | 1972 | Amours incestueuses                                                    | |
| L'enfant laboureur                                  |                                       | François Wertheimer  | 3:17  | 1973 | 33 tours Philips La Louve                                              | |
| Le minotaure                                        |                                       | François Wertheimer  | 2:19  | 1973 | La Louve                                                               | |
| Là-bas                                              |                                       | François Wertheimer  | 5:37  | 1973 | La Louve                                                               | |
| Les hautes mers                                     | François Wertheimer                   |                      | 1:54  | 1973 | La Louve                                                               | |
| Chanson pour une absence (le 6 novembre)            |                                       |                      | 4:53  | 1973 | La Louve                                                               | on peut évoquer un titre instrumental, Barbara vocalise sur la musique. Au début du morceau Barbara livre à François Wertheimer ses impressions sur la musique qu'elle dit être « très sombre » et donne quelques indications sur ce qu'elle voudrait que soit ce titre « une chanson sans texte ». La date du « 6 novembre » est celle du jour de la mort de sa mère (6 novembre 1967) |
| Marienbad                                           |                                       | François Wertheimer  | 4:38  | 1973 | La Louve                                                               | |
| La louve                                            |                                       | François Wertheimer  | 2:38  | 1973 | La Louve                                                               | |
| Mr Capone                                           |                                       | François Wertheimer  | 3:55  | 1973 | La Louve                                                               | |
| Ma maison                                           |                                       | François Wertheimer  | 2:04  | 1973 | La Louve                                                               | |
| Je t'aime (en duo avec François Wertheimer)         |                                       | François Wertheimer  | 4:00  | 1973 | La Louve                                                               | |
| L'homme en habit rouge                              | Gérard Bourgeois                      |                      | 3:29  | 1974 | 45 tours Philips 6009496                                               | |
| Mon enfance                                         |                                       |                      | 3:38  | 1974 | 45 tours Philips 6009496                                               | titre enregistré en public, au Théâtre des Variétés, en février 1974 |
| Fragson                                             |                                       |                      |       | 1978 | double album Philips Les insomnies - Enregistrement public à l’Olympia | la version studio sera enregistrée par Barbara, en 1981, voir l'album Seule |
| La musique                                          |                                       |                      |       | 1978 | Les insomnies - Enregistrement public à l’Olympia                      | la version studio sera enregistrée par Barbara, en 1981, voir l'album Seule |
| La mort                                             | Barbara, Roland Romanelli             |                      |       | 1978 | Les insomnies - Enregistrement public à l’Olympia                      | la version studio sera enregistrée par Barbara, en 1981, voir l'album Seule |
| Les insomnies                                       |                                       |                      |       | 1978 | Les insomnies - Enregistrement public à l’Olympia                      | la version studio sera enregistrée par Barbara, en 1981, voir l'album Seule |
| Il automne                                          |                                       |                      |       | 1978 | Les insomnies - Enregistrement public à l’Olympia                      | la version studio sera enregistrée par Barbara, en 1981, voir l'album Seule |
| L'amour magicien                                    | Barbara, Roland Romanelli             |                      |       | 1978 | Les insomnies - Enregistrement public à l’Olympia                      | la version studio sera enregistrée par Barbara, en 1981, voir l'album Seule |

### Les années 1980 - 1990
- Textes et musiques, sauf indications contraires, sont de Barbara.

| Titre                                                        | Musique                    | Paroles                | Durée | Date | Support                                        | Remarque |
| ------------------------------------------------------------ | -------------------------- | ---------------------- | ----- | ---- | ---------------------------------------------- | --- |
| Seule                                                        |                            |                        | 3:35  | 1981 | 33 tours Philips Seule                         | |
| La musique                                                   |                            |                        | 3:49  | 1981 | Seule                                          | |
| Precy jardin                                                 |                            |                        | 2:32  | 1981 | Seule                                          | |
| La mort                                                      | Barbara, Roland Romanelli  |                        | 3:21  | 1981 | Seule                                          | |
| La déraison                                                  | Barbara, Michel Colombier  |                        | 2:30  | 1981 | Seule                                          | |
| Frangson                                                     |                            |                        | 2:24  | 1981 | Seule                                          | |
| Mille chevaux d'écume                                        |                            |                        | 3:34  | 1981 | Seule                                          | |
| Il automne                                                   |                            |                        | 3:44  | 1981 | Seule                                          | |
| Monsieur Victor                                              |                            |                        | 3:09  | 1981 | Seule                                          | |
| Cet enfant-là                                                |                            |                        | 3:09  | 1981 | Seule                                          | |
| L'amour magicien                                             | Barbara, Roland Romanelli  |                        | 3:34  | 1981 | Seule                                          | |
| Les insomnies                                                |                            |                        | 2:42  | 1981 | Seule                                          | |
| Regarde                                                      |                            |                        | 2:53  | 1981 | double album Philips Pantin 1981               | |
| Pantin                                                       |                            |                        | 2:55  | 1981 | Pantin 1981                                    | |
| La chanson de la vie                                         | Alice Dona                 | Claude Lemesle         |       | 1985 | Maxi 45 tours                                  | chanson caritative et collective à laquelle participent 25 chanteuses, dont Barbara. Le disque est vendu au profit de l'association CARE France              |
| Il tue                                                       |                            | Luc Plamondon, Barbara | 1:17  | 1985 |                                                | version studio enregistré en 1985, restée inédite durant 32 ans ; l'album posthume sort en 2017                                                              |
| Cet assassin                                                 |                            |                        | 1:08  | 1985 | Lily passion                                   | |
| Ô mes théâtres                                               | Barbara, Roland Romanelli  |                        | 0:50  | 1985 | Lily passion                                   | Les compositions de Roland Romanelli n'ont pas été retenues, lors du spectacle les titres qu'il a composé furent interprétés sur des compositions de Barbara |
| Lily passion                                                 |                            | Luc Plamondon, Barbara | 3:55  | 1985 | Lily passion                                   | |
| Bizarre                                                      | Barbara, Roland Romanelli  | Luc Plamondon, Barbara | 2:46  | 1985 | Lily passion                                   | Les compositions de Roland Romanelli n'ont pas été retenues, lors du spectacle les titres qu'il a composé furent interprétés sur des compositions de Barbara |
| Tire pas                                                     | Barbara, Roland Romanelli  |                        | 3:29  | 1985 | Lily passion                                   | Les compositions de Roland Romanelli n'ont pas été retenues, lors du spectacle les titres qu'il a composé furent interprétés sur des compositions de Barbara |
| Je viens                                                     | Barbara, Roland Romanelli  |                        | 3:30  | 1985 | Lily passion                                   | Les compositions de Roland Romanelli n'ont pas été retenues, lors du spectacle les titres qu'il a composé furent interprétés sur des compositions de Barbara |
| Tango indigo                                                 |                            | Luc Plamondon, Barbara | 5:07  | 1985 | Lily passion                                   | |
| Emmène-moi                                                   |                            | Luc Plamondon, Barbara | 3:17  | 1985 | Lily passion                                   | |
| L'île aux mimosas                                            |                            | Luc Plamondon          | 4:34  | 1985 | Lily passion                                   | |
| Qui est qui                                                  |                            | Luc Plamondon, Barbara | 3:17  | 1985 | Lily passion                                   | |
| La chanson de la vie (collectif)                             | Alice Dona                 | Claude Lemesle         |       | 1986 | maxi 45 tours 883685 1                         | 24 chanteuses, dont Barbara, participent à cette chanson humanitaire, vendue pour l'association caritative CARE France au profit des femmes du Sahel.        |
| Berlin                                                       |                            |                        |       | 1986 | double album live Philips Lily passion         | enregistrement public au Zénith de Paris |
| Il tue                                                       |                            |                        |       | 1986 | Lily passion                                   | |
| Cet assassin                                                 |                            |                        |       | 1986 | Lily passion                                   | |
| Ô mes théâtres                                               |                            |                        |       | 1986 | Lily passion                                   | |
| Lily passion                                                 |                            | Luc Plamondon, Barbara |       | 1986 | Lily passion                                   | |
| Bizarre                                                      |                            |                        |       | 1986 | Lily passion                                   | |
| Tire-pas (Gérard Depardieu participation)                    |                            |                        |       | 1986 | Lily passion                                   | |
| Je viens (thème du héron) (Gérard Depardieu participation)   |                            |                        |       | 1986 | Lily passion                                   | |
| Tango indigo (Gérard Depardieu participation)                |                            | Luc Plamondon          |       | 1986 | Lily passion                                   | |
| David song (interprété par Gérard Depardieu)                 |                            |                        |       | 1986 | Lily passion                                   | |
| Emmène-moi (Gérard Depardieu participation)                  |                            |                        |       | 1986 | Lily passion                                   | |
| L'ile aux mimosas (Gérard Depardieu participation)           |                            | Luc Plamondon          |       | 1986 | Lily passion                                   | |
| Campadile (Gérard Depardieu participation)                   |                            |                        |       | 1986 | Lily passion                                   | |
| Mémoire, mémoire (Gérard Depardieu participation)            |                            |                        |       | 1986 | Lily passion                                   | |
| Qui est qui                                                  |                            | Luc Plamondon          |       | 1986 | Lily passion                                   | |
| Ma plus belle histoire d'amour                               |                            |                        |       | 1986 | Lily passion                                   | |
| Qui sait (Gérard Depardieu participation)                    |                            |                        |       | 1986 | Lily passion                                   | |
| L'ile aux mimosas (reprise) (Gérard Depardieu participation) |                            |                        |       | 1986 | Lily passion                                   | |
| Lily passion (reprise)                                       |                            |                        |       | 1986 | Lily passion                                   | |
| Du sommeil à mon sommeil                                     |                            |                        |       | 1987 | double album Philips Châtelet 87               | |
| Raison d'état                                                |                            |                        |       | 1987 | Châtelet 87                                    | |
| Qui est qui                                                  |                            | Luc Plamondon          |       | 1987 | Châtelet 87                                    | |
| Si d'amour à mort                                            |                            |                        |       | 1987 | Châtelet 87                                    | |
| Tire-pas                                                     |                            |                        |       | 1987 | Châtelet 87                                    | |
| Mémoire, mémoire                                             |                            |                        |       | 1987 | Châtelet 87                                    | |
| Ô mes théâtres                                               |                            |                        |       | 1987 | Châtelet 87                                    | |
| Le piano noir                                                | Robert Charlebois          | Daniel Thibon          |       | 1987 | Châtelet 87                                    | reprise de la chanson de Robert Charlebois, crée en 1973 sur l'album Solidaritude                                                                            |
| Gauguin (lettre à Jacques Brel)                              |                            |                        |       | 1990 | double album Philips Gauguin - Théâtre Mogador | |
| Les enfants de novembre                                      |                            |                        |       | 1990 | Gauguin - Théâtre Mogador                      | Barbara crée ce titre à la scène, avant de l'enregistrer en studio, en 1996, sur l'album Barbara (voir plus bas)                                             |
| Rêveuses de parloir                                          |                            |                        |       | 1990 | Gauguin - Théâtre Mogador                      | |
| Vol de nuit                                                  |                            |                        |       | 1990 | Gauguin - Théâtre Mogador                      | |
| Coline                                                       |                            |                        |       | 1990 | Gauguin - Théâtre Mogador                      | |
| Valse Franz (instrumental)                                   |                            |                        |       | 1990 | Gauguin - Théâtre Mogador                      | |
| La plus bath des javas                                       | Trémolo                    | Georgius               |       | 1990 | Gauguin - Théâtre Mogador                      | |
| Le jour se lève encore                                       |                            |                        |       | 1994 | double album Philips Châtelet 93               | Barbara crée ce titre à la scène, avant de l'enregistrer en studio, en 1996, sur l'album Barbara (voir plus bas)                                             |
| Pleure pas (pour ma petite R.)                               |                            |                        |       | 1994 | Châtelet 93                                    | |
| Lily                                                         |                            |                        |       | 1994 | Châtelet 93                                    | |
| Femme-piano-lunettes                                         |                            |                        |       | 1994 | Châtelet 93                                    | |
| Il me revient                                                | Frédéric Botton            |                        | 4:00  | 1996 | CD Philips Barbara                             | |
| À force de                                                   | Guillaume Depardieu        |                        | 2:51  | 1996 | Barbara                                        | |
| Le couloir                                                   | Barbara, Jean-Louis Aubert |                        | 3:58  | 1996 | Barbara                                        | |
| Le jour se lève encore                                       |                            |                        | 3:38  | 1996 | Barbara                                        | |
| Vivant poème                                                 | Jean-Louis Aubert          |                        | 4:10  | 1996 | Barbara                                        | |
| Faxe-moi                                                     |                            |                        | 4:27  | 1996 | Barbara                                        | |
| Fatigue                                                      |                            |                        | 3:21  | 1996 | Barbara                                        | |
| Femme piano                                                  |                            |                        | 4:15  | 1996 | Barbara                                        | |
| John Parker Lee                                              |                            |                        | 3:26  | 1996 | Barbara                                        | |
| Sables mouvants                                              |                            |                        |       | 1996 | Barbara                                        | |
| Lucy                                                         |                            | Luc Plamondon, Barbara | 3:36  | 1996 | Barbara                                        | |
| Les enfants de novembre                                      |                            |                        | 3:59  | 1996 | Barbara                                        | |